# Fredrik Lindberg (friidrottare)
Fredrik Lindberg född 1 april 1973, är en svensk före detta friidrottare (häcklöpare) som tävlade för Östersunds GIF. Han var inledningsvis specialist på korta häcken och slog igenom i svenska senioreliten redan som 19-års junior 1992 med bl a SM-silver på 110 meter häck. Det året sprang han på 13,97 vilket förde in honom på tredje plats i 1992 års världsstatistik för 19-års juniorer. Det blev ytterligare 2 SM-medaljer utomhus på korta häcken, och första guldet kom 1999 efter att han tagit klivet upp till 400 meter häck.

## Personliga rekord
| Utomhus - 110 meter häck – 13,78 (Malmö 27 juni 1996) - 400 meter häck – 50,42 (Malmö 8 augusti 1999) | Inomhus - 60 meter häck - 7,80 (Malmö 25 februari 1995) |